# Микитич, Валерия Викторовна
Валерия Викторовна Микитич (бел. Валерыя Віктараўна Мікіціч; род. 23 марта 2006 года, Бобруйск, Беларусь) — белорусская спортсменка, борец вольного стиля. Чемпионка Беларуси. Мастер спорта по вольной борьбе.

## Биография
Родилась Валерия в городе Бобруйск Могилёвской области. Начала заниматься вольной борьбой в семь лет под руководством своего первого тренера Лукомского Сергея Викторовича.

## Спортивная карьера
В апреле 2021 года стала второй на первенстве Беларуси до 16 лет в весе до 40 кг. В июне 2021 года она выступила на первенстве мира среди кадетов до 17 лет в Будапеште и смогла дойти до финала и завоевать серебряную медаль. В марте 2022 года выиграла первенство Беларуси среди кадетов в весе до 46 кг. В марте 2023 года во второй раз смогла выиграть первенство Республики Беларусь среди кадетов в весе до 53 кг, тем самым отобралась на первенство мира, который прошёл в Албании. На данном первенстве она завоевала в качестве нейтрального атлета бронзовую медаль. В апреле 2024 года она дошла до финала первенства Беларуси до 23 лет, но уступила Виктории Волк. В августе 2024 года приняла участие на взрослом чемпионате страны в весе до 53, где снова финишировала на втором месте, уступив своей давней сопернице Виктории Волк. В феврале 2025 года выиграла международный турнир памяти Александра Медведя в Минске. В апреле 2025 года Микитич победила на первенстве Беларуси среди юниоров (до 20 лет) в весовой категории до 55 кг. В начале июня 2025 года Валерия добыла золотую медаль чемпионата Беларуси в весе до 55 кг и впервые стала чемпионкой страны среди взрослых спортсменов.

## Спортивные результаты
- Первенство Беларуси до 16 лет 2021 — ;
- Первенство мира до 17 лет 2021 — ;
- Первенство Беларуси до 17 лет 2022, 2023 — ;
- Первенство Беларуси до 23 лет 2024 — ;
- Чемпионат Беларуси 2024 — ;
- Первенство Беларуси до 20 лет 2025 — ;
- Турнир памяти Александра Медведя 2025 — ;
- Чемпионат Беларуси 2025 — ;